# Ernesto Paselli
Ernesto Paselli (Milano, 29 gennaio 1875 – Candelù, 18 giugno 1918) è stato un militare italiano, decorato con la medaglia d'oro al valor militare alla memoria nel corso della prima guerra mondiale.

## Biografia
Nacque a Milano il 29 gennaio 1875, figlio di Pietro e Carlotta Fontana. 
Compì gli studi medi nel Collegio Militare di Milano ed in quello di Roma, iniziando poi a frequentare la Regia Accademia Militare di Modena  nel 1891, uscendone sottotenente dell'arma di fanteria nell’ottobre 1893, assegnato al 21º Reggimento fanteria dove fu promosso tenente nel 1897. Dal febbraio 1901 al marzo 1914 prestò servizio nel corpo degli alpini col grado di capitano in forza al 5º Reggimento alpini. Destinato al 4º Reggimento fanteria, l'anno successivo, alla dichiarazione di guerra all'Impero austro-ungarico, raggiunse il settore del Fella, in Carnia. Divenuto maggiore nel mese di ottobre, assunto il comando del II Battaglione, nella primavera del 1916 fronteggiò l'offensiva nemica sull'altipiano di Asiago (Strafexpedition), combattendo valorosamente in Val d’Assa, nel settore del Monte Kaberlaba e del Monte Lemerle. Nell'autunno di quell'anno fu costretto a lasciare il fronte a causa di una malattia, riprendendo servizio nel novembre 1917, assegnato al 151º Reggimento fanteria della Brigata Sassari. Nel gennaio 1918 partecipò, sul Monte Grappa, alle azioni di controffensiva di Col del Rosso e di Col d'Echele. Nel mese di aprile passò al battaglione complementare della Brigata Sesia e poco dopo, promosso tenente colonnello, assunse il 1º giugno il comando del 267º Reggimento fanteria  della Brigata Caserta, schierato sul Piave, nel tratto fra Maserada e Candelù. Si distinse sin dal primo giorno della battaglia del solstizio, ed incaricato della difesa dell'importante nodo stradale di Candelù, mantenne saldamente la posizione resistendo ai numerosi attacchi sferrati dal nemico. Nel pomeriggio del quarto giorno di battaglia, accortosi che dei nuclei nemici, avanguardie di un grosso reparto di arditi ungheresi, erano riusciti a infiltrarsi nelle rovine del villaggio di Candelù, impugnata la rivoltella si lanciò con coraggio, alla testa di un manipolo di fanti, contro di essi e li respinse con una lotta a corpo a corpo. Colpito a morte dallo scoppio di una bomba a mano lanciata da un ufficiale ungherese si spense incitando i propri soldati a resistere ed a mantenere le proprie posizioni.. Con Regio Decreto del 31 marzo 1921 fu insignito della medaglia d'oro al valor militare alla memoria. È sepolto nell'ossario di Fagarè della Battaglia.